# Izabela Czartoryska
Pour les autres membres de la famille, voir Famille Czartoryski.
Izabela Czartoryska, née Flemming le 31 mars 1745 à Varsovie, et morte le 17 juin 1835  à Wysocko, est une princesse polonaise, salonnière, écrivain, mécène, collectionneuse d'œuvres d'art, créatrice des jardins anglais à Powązki et Puławy, fondatrice du premier musée en Pologne.

## Biographie

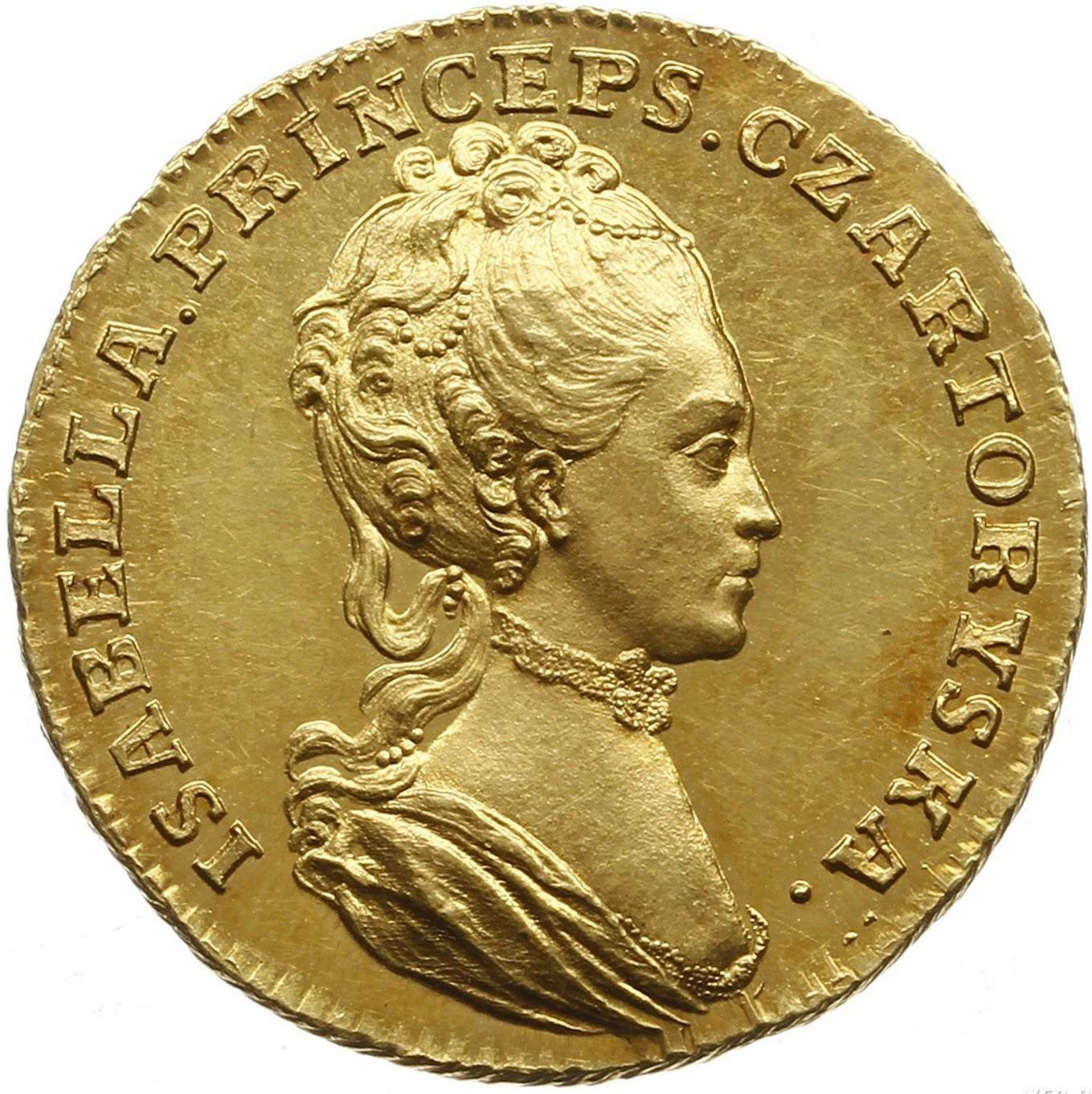
Médaille frappée pour Izabela Czartoryska

Fille unique du comte Georg Detlev von Flemming et de la princesse Antonina Czartoryska, Izabela perd sa mère à la naissance et grandit chez sa grand-mère à Varsovie et à Wołczyn près de Brześć. Héritière d'une grande fortune, elle ne reçoit aucune éducation avant son mariage, à l'âge de quinze ans, avec le prince Adam Kazimierz Czartoryski, de douze ans son aîné. C'est ce grand érudit qui se charge de la formation intellectuelle de sa femme.
Le couple s'installe à la capitale où il crée son propre monde culturel, très cosmopolite, en attirant les meilleurs artistes et savants de cette époque. Dans les années 60 et 70, les Czartoryski tiennent à Varsovie, dans leur palais Bleu, un prestigieux salon. Ils organisent également des dîners et des soirées dans leur nouvelle résidence à Powązki surnommé « le Petit Trianon polonais ». Construite en 1771 et entourée du premier parc de style anglais en Pologne, la résidence de Powązki, si chère à Izabela, sera totalement détruite pendant la défense de Varsovie en 1794 lors de l'insurrection de Kościuszko. (Le cimetière de Powązki occupe aujourd'hui cet emplacement) 
Le palais Bleu et le palais de Powązki deviennent le centre du mécénat littéraire et scientifique. Jean-Pierre Norblin, Julian Ursyn Niemcewicz, Franciszek Kniaźnin, Franciszek Zabłocki, Franciszek Karpiński sont des invités réguliers à cette cour princière, fréquentée aussi par le roi Stanisław August Poniatowski, des magnats, la noblesse et des dignitaires étrangers.
Le Grand Siècle des Lumières passe pour l'époque du libertinage et les obligations en matière de mariage ne sont pas strictement respectées par les aristocrates. C'est probablement Stanisław August, déjà en tant que roi de Pologne, qui est le premier amant d'Izabela. Leur liaison ne dure pas longtemps mais elle est couronnée par la naissance d'une fille : Maria Anna (1768-1854). Le premier fils d'Izabela, Adam Jerzy (1770-1861), est le fruit de ses amours avec l'ambassadeur de la tsarine Catherine II, le prince Nicolas Repnine. De son flirt avec Armand-Louis de Gontaut Biron, que Izabela fréquente dans les salons de Londres, est né Konstanty Adam (1773-1860). Zofia (1778-1837) est probablement la fille de Ksawery Branicki.
La mort dans des circonstances dramatiques de sa fille aînée, Teresa (1765-1780), le seul enfant incontesté de son mari, secoue et transforme la princesse d'une coquette de salon en mère. La robe en tulle prend le feu sur la jeune fille et ses brûlures lui sont fatales. À la suite de cet événement tragique, Izabela donne naissance à Gabriela Konstancja (1780-1780), mais cette enfant ne survit pas. Jeudi - le jour où Teresa est morte reste pour la princesse Izabela un jour de deuil jusqu'à sa mort.
Dans les années qui suivent, Izabela Czartoryska devient une ardente patriote. En 1783, les Czartoryski quittent Varsovie pour leur résidence à Puławy, qui devient rapidement un nouveau centre de la vie politique, culturelle et littéraire de la Pologne. Alors que son pays est démembré et occupé par trois puissances voisines à la suite des partages, la princesse Izabela fait construire dans son jardin anglais le Temple des Sibylles (1801) et la Maison gothique (1809). C'est là qu'elle fonde en 1801 le premier musée de Pologne. Son but est de réunir et préserver des œuvres d'art polonaises et européennes. Sa collection s'élargit progressivement. Tadeusz Czacki, un éducateur exceptionnel et un chercheur d'histoire, y contribue avec ses propres collections. Ainsi, le musée de Puławy accueille, entre autres, deux épées teutoniques conquis à la bataille de Grunwald de 1410, les chaussures de la reine Jadwiga, des souvenirs de Napoléon, de Richard Cœur de Lion ou de Louis XVI. Ici, se trouvent aussi la Dame à l'hermine de Léonard de Vinci  ou Le Paysage avec le bon Samaritain de Rembrandt. En 1807, elle publie à Breslau Diverses idées sur la manière de disposer les jardins.
La défaite de l'insurrection polonaise de 1830 met fin au rayonnement de Puławy. Le domaine Czartoryski, devenu un champ de bataille pendant le soulèvement, est détruit, puis confisqué par le régime tsariste. Le prince Adam Jerzy Czartoryski, le fils d'Izabela et le dernier propriétaire de Puławy, est forcé à s'exiler à Paris. La collection d'Izabela est transportée en France. À la fin du XIXe siècle, Władysław Czartoryski la ramène à Cracovie, où elle se trouve à ce jour.
La princesse Izabela décède en 1835 à Wysocko, elle est enterrée dans le tombeau familial des Czartoryski à Sieniawa.